# Convenzione sulla valutazione dell'impatto ambientale in un contesto transfrontaliero
La Convenzione sulla valutazione dell’impatto ambientale in un contesto transfrontaliero, nota anche come Convenzione di Espoo è un trattato internazionale siglato nella città finlandese di Espoo, il 25 febbraio 1991. Il trattato ha come finalità quello di garantire la tutela ambientale, nello sviluppo di politiche industriali, in ambito transfrontaliero. La convenzione fa nascere l'obbligo, in capo ai firmatari, di comunicare allo Stato confinate eventuali progetti volti alla costruzione di opere che possano avere un qualsiasi impatto, non limitato all'ambito nazionale.

## Storia
La Conferenza delle Nazioni Unite sull'ambiente umano del 1972 ha avuto, tra i suoi risultati, quello di responsabilizzare gli Stati in tema di ambiente. Si è sancito che nessuna attività posta in essere all'interno dello Stato possa cagionare un nocumento ambientale su territori non coperti dalla propria giurisdizione. Nel 1987, i tecnici dell'ONU si sono dati appuntamento a Varsavia per redigere la bozza di una valutazione di impatto ambientale (VIA) che possa essere utilizzata in ambito internazionale. La redazione di una bozza, che sviluppasse in modo più organico la tematica dell'impatto ambientale transfrontaliero, è stata il frutto del lavoro di diversi negoziati andati avanti dal 1988 al 1990. Successivamente, il 25 febbraio 1991, è stata firmata la convenzione. Tra i firmatari originali, considerando tali chi ha sottoscritto tale trattato entro il 2 settembre dello stesso anno, vi sono l'Unione europea (al momento della firma, come Comunità Europea) e ulteriori ventinove Stati. Con la ratifica da parte della Polonia il 12 giugno 1997, in qualità di sedicesimo Stato ad aver operato la ratifica, la convenzione è divenuta efficace a decorrere dal 10 settembre dello stesso anno.

## Procedura
La convenzione coinvolge una o più Parti di origine (Stati in cui è pianificata un'attività) e una o più Parti interessate (Stati il cui territorio può essere significativamente influenzato negativamente dall'attività). Le principali fasi procedurali della convenzione sono:
- applicazione della convenzione da parte della Parte di origine[3]
- notifica alla Parte interessata da parte della Parte di origine[4]
- conferma di partecipazione da parte della Parte interessata[5]
- trasmissione di informazioni dalla Parte interessata alla Parte di origine[6]
- partecipazione del pubblico alla parte interessata[7]
- predisposizione documentazione relativa alla valutazione di impatto ambientale[8]
- distribuzione della documentazione relativa alla valutazione di impatto ambientale ai fini della partecipazione delle autorità e del pubblico della Parte interessata[9]
- consultazione tra le parti interessate[10]
- decisione finale della Parte di origine[11]
- trasmissione della documentazione relativa alla decisione finale alla Parte interessata[12]
- analisi successiva del progetto[13]